# Arno Saxén

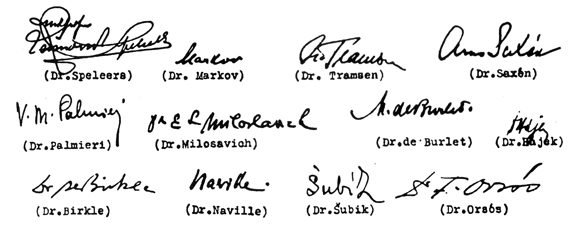
Podpis prof. dr Saxéna pod protokołem końcowym Międzynarodowej Komisji Katyńskiej, 1943 r.

Arno Saxén (ur. 30 maja 1895, zm. 19 listopada 1952 w Zurychu) – fiński patolog, profesor Uniwersytetu w Helsinkach, jeden z dwunastu lekarzy, którzy w kwietniu 1943 r. udali się w składzie Międzynarodowej Komisji do Katynia, aby osobiście dokonać sekcji zwłok zamordowanych polskich oficerów i ustalić czas popełnienia zbrodni.

## Życiorys
Zatrudniony w Instytucie Medycyny Sądowej w Helsinkach. Był także członkiem zarządu głównego Fińskiego Czerwonego Krzyża. Na prośbę sekretarza ambasady niemieckiej w Helsinkach, barona Ungern-Sternberga, wziął udział w pracach katyńskiej Komisji Międzynarodowej. W Katyniu przebywał w roli obserwatora i osobiście nie dokonywał sekcji zwłok. Po powrocie z Katynia Niemcy złożyli prof. dr. Saxénowi propozycję uczestnictwa w odczycie na temat sowieckiej zbrodni, ale fiński lekarz odmówił, nie chcąc zostać posądzonym o kolaborację z aparatem propagandy nazistowskiej. Jedyny wywiad prasowy jakiego udzielił po powrocie z Katynia ukazał się w fińskiej gazecie Turun Sanomat.
Po zakończeniu wojny, w obawie przed represjami sowieckimi, zniszczył wszystkie swoje osobiste dokumenty dotyczące zbrodni w Katyniu i udał się na emigrację do Szwecji. Po powrocie do Finlandii był nękany przez NKWD i wzywany na częste przesłuchania sowieckiej Komisji Nadzorczej rezydującej w hotelu Torni w Helsinkach. Komisja usiłowała wymóc na nim oświadczenie odwołujące jego podpis pod protokołem końcowym Komisji Międzynarodowej orzekającym winę Sowietów za mord katyński. Pomimo nacisków i gróźb prof. dr Saxén przeciwstawił się żądaniom sowieckim.
Cieszący się doskonałym zdrowiem prof. dr Saxén zmarł nagle podczas konferencji w Zurychu 19 listopada 1952 r. w wieku zaledwie 52 lat. W 2008 r. został pośmiertnie odznaczony przez władze polskie. Odznaczenie odebrał w budynku ambasady RP w Helsinkach jego najstarszy syn, Erki Saxén.